# Viceministro
Un/una viceministro/a è, in alcuni Paesi, un componente del governo che può assumere la carica di ministro/a ad interim quando il/la primo/a ministro/a è temporaneamente assente. La posizione è spesso paragonata a quella di "numero due" della gerarchia militare o civile nella pubblica amministrazione, in quanto può essere titolare di poteri delegati dal suo diretto superiore.

## In Italia
Nell'ordinamento italiano il  viceministro è un sottosegretario di Stato cui sono conferite deleghe e competenze particolari.
La figura, non prevista dalla Costituzione, è stata introdotta nell'ordinamento italiano con la legge n. 81 del 2001 che ha modificato l'art. 10 della legge n. 400 del 1988. Secondo il testo attuale di questo articolo, a non più di dieci sottosegretari può essere attribuito il titolo di viceministro, se ad essi sono conferite deleghe relative all'intera area di competenza di una o più strutture dipartimentali oppure di più direzioni generali. In tale caso la delega, conferita dal ministro competente, è approvata dal Consiglio dei ministri, su proposta del Presidente del Consiglio dei ministri.
Sempre secondo il medesimo articolo, i viceministri possono essere invitati dal Presidente del Consiglio dei ministri, d'intesa con il ministro competente, a partecipare alle sedute del Consiglio dei ministri, senza diritto di voto, per riferire su argomenti e questioni attinenti alla materia loro delegata.
Nel governo Berlusconi II e nel governo Berlusconi III i viceministri erano nove, così come nel governo Prodi II. Nel governo Berlusconi IV sono stati nominati nel 2009 cinque viceministri, successivamente ridotti a tre. Nel governo Monti i viceministri erano due. Nel governo Letta i viceministri erano dieci, il massimo consentito, mentre erano nove nel governo Renzi, sei sia nel governo Gentiloni sia nel governo Conte I, dieci nel governo Conte II, sei nel governo Draghi, otto (in seguito sette) nel governo Meloni.

### Viceministri in carica nel governo Meloni
- Affari esteri e cooperazione internazionale:
Edmondo Cirielli (FdI)
- Giustizia:
Francesco Paolo Sisto (FI)
- Economia e finanze:
Maurizio Leo (FdI)
- Imprese e made in Italy:
Valentino Valentini (FI)
- Ambiente e sicurezza energetica:
Vannia Gava (LSP)
- Infrastrutture e trasporti:
Edoardo Rixi (LSP)
- Lavoro e politiche sociali:
Maria Teresa Bellucci (FdI)

## Riferimenti normativi
- Art. 10 della Legge 23 agosto 1988, n. 400 - Disciplina dell'attività di Governo e ordinamento della Presidenza del Consiglio dei Ministri.